# Lukas Boeder
Lukas Boeder (* 18. April 1997 in Essen) ist ein deutscher Fußballspieler, der seit Sommer 2024 bei Dynamo Dresden unter Vertrag steht.

## Karriere
Lukas Boeder wurde in der nordrhein-westfälischen Großstadt Essen im Ruhrgebiet geboren. Dort spielte er in der Jugend von Mannschaften in Kupferdreh und Burgaltendorf im Südosten der Stadt. 2006 kam er für sechs Jahre in die Jugend des Bundesligisten FC Schalke 04 und wechselte anschließend in die von Bayer 04 Leverkusen. Dort erhielt er 2015 seinen ersten Profivertrag. Davor hatte er bereits sechsmal – darunter zum ersten Mal am 24. September 2014 beim Bundesliga-Heimspiel gegen den FC Augsburg – dem Kader der ersten Mannschaft angehört. Anschließend wurde er bis Ende Januar 2017 weitere zwölf Mal in den Profikader berufen, kam aber nie zum Einsatz.
Um seine Möglichkeit auf Profieinsätze zu erhöhen, wurde er zur Rückrunde der Saison 2016/17 an den Drittligisten SC Paderborn 07 verliehen.
Im Anschluss an das Leihgeschäft band Paderborn den Verteidiger mit einem Zweijahresvertrag fest an sich, er schaffte mit dem Verein innerhalb von zwei Jahren den Durchmarsch von der dritten in die erste Liga. Nachdem der im Juni 2019 auslaufende Vertrag nicht mehr verlängert worden war, verpflichtete der in die Drittklassigkeit abgestiegene MSV Duisburg Boeder für zwei Jahre. Tatsächlich gab der Verein im Juli 2020 bekannt, dass der Vertrag nach einem Jahr ausgelaufen sei und nicht verlängert werde. In der Folge wechselte Boeder zum Ligakonkurrenten Hallescher FC und erhielt dort einen Vertrag mit einer Laufzeit über die Saison 2020/21, der nicht verlängert wurde.
Im September 2021 wechselte Boeder zum Drittligisten 1. FC Saarbrücken.
Im Sommer 2024 wechselte Boeder zum Ligakonkurrenten Dynamo Dresden. Mit der Mannschaft stieg er am Ende der Saison als Tabellen-Zweiter in die 2. Bundesliga auf.

## Erfolge
SC Paderborn
- Aufstieg in die 2. Bundesliga: 2018
- Aufstieg in die Bundesliga: 2019

Dynamo Dresden
- Aufstieg in die 2. Bundesliga: 2025